# Urtière
Urtière är en kommun i departementet Doubs i regionen Bourgogne-Franche-Comté i östra Frankrike. Kommunen ligger i kantonen Maîche som tillhör arrondissementet Montbéliard. År 2022 hade Urtière 16 invånare.

## Befolkningsutveckling
Antalet invånare i kommunen Urtière
Referens:INSEE